# Pasternik (Wola Filipowska)
Pasternik – część wsi Wola Filipowska w Polsce, położona w województwie małopolskim, w powiecie krakowskim, w gminie Krzeszowice, w południowej części wsi, przy drodze do Rudna (droga powiatowa nr 2124K), przy Puszczy Dulowskiej oraz wzniesieniu Pasternik. Graniczy z Tenczynkiem (ul. Do Rudna).
W latach 1975–1998 Pasternik administracyjnie należał do województwa krakowskiego.